# Telautògraf

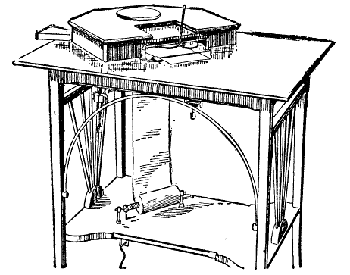
Teleautògraf

El telautògraf és un invent que permet transmetre a distància, escrits, còpies de documents o dibuixos de línies que cal realitzar a mà. El terme telautograph va aparèixer en anglès el 1878. En francès, el terme télautographe va aparèixer el 1887, en el moment de l'anunci del dispositiu d'Elisha Gray, que va ser patentat el 31 de juliol de 1888 i presentat a l'Exposició Universal de Chicago el 1893
Com que implica la transmissió de dibuixos o manuscrits que cal realitzar a mà, els aparells d'Alexander Bain, Frederick Bakewell i el pantelègraf de Giovanni Caselli s'han considerat retrospectivament dins de la categoria de la telautografia.

## Història

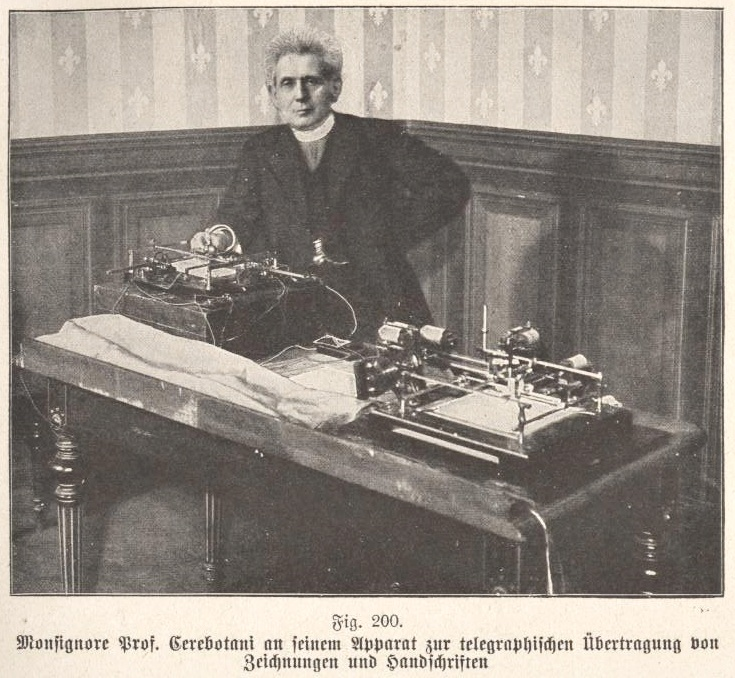
Luigi Cerebotani i la seva invenció el 1912

El telautògraf va ser inventat l'any 1888 per  Luigi Cerebotani. Va aconseguir un èxit comercial important amb bancs, diaris i departaments governamentals i va ser responsable de fundar la Grey Electric Company.
Perfeccionat per Elisha Gray el 1897, després per Foster Ritchie (presentat per Gabriel Lipmann a l'Acadèmia de Ciències el març de 1901), l'invent va ser utilitzat per les companyies ferroviàries per a les comunicacions entre estacions d'enclavament .
Altres telautògrafs van ser inventats pel francès Brouer (1902) i els alemanys Grühn (1905) i Gustav Grzanna (1908).
Arthur Korn, el 1906, va dissenyar un telautògraf que permetia la transmissió de dibuixos, fotografies i manuscrits  La primera foto publicada, amb la imatge de l'aviador Ziepfel, va ser transmesa de Berlín a París i publicada a Le Matin el 31 de gener de 1909, però va ser principalment The Daily Mirror qui utilitzaria l'aparell el 1909 i el 1910 per publicar imatges transmeses des de París i Manchester fins a Londres.
El 1907, Édouard Belin va inventar un derivat del telautògraf, que, després de diverses millores, va esdevenir el belinògraf .
Jules Verne situa un teleutògraf a l'escenari de la seva novel·la Propeller Island (1895) .